# Edriobittacus
Edriobittacus is een geslacht van schorpioenvliegachtigen (Mecoptera) uit de familie hangvliegen (Bittacidae).

## Soort
Edriobittacus omvat de volgende soort:
- Edriobittacus microcercus (Gerstaecker, 1885)